# Eugène Mangalaza
Dans le nom malgache Mangalaza Eugène, le nom de famille précède le prénom, mais cet article utilise l’ordre habituel en français Eugène Mangalaza, où le prénom précède le nom.
Eugène Mangalaza, né le 13 juillet 1950 à Ambodivoanio, dans le nord de Madagascar, est un philosophe, anthropologue et homme d'État malgache, Premier ministre du 10 octobre 2009 au 20 décembre 2009.
En tant que professeur, il enseigne à l'Université de Tuléar, dans les années 1980. Il est également recteur de l'Université de Tamatave de 1989 à 2002 et a enseigné la philosophie et l'anthropologie.
Il est directeur du personnel et des ressources humaines au Port autonome de Toamasina de 1987 à 1989.

## Activités politiques
Aux élections législatives de 1989, il est élu député à l'Assemblée nationale populaire en tant que candidat AREMA pour la circonscription de Mananara-Nord, jusqu'à la dissolution du Parlement et l'instauration d'institutions transitoires en 1991.
En tant que proche allié de l'ancien président Didier Ratsiraka, Mangalaza part en exil au Canada puis à La Réunion à l'arrivée de Marc Ravalomanana au pouvoir en 2002. Il reprend alors ses activités de professeur de philosophie, notamment en Suisse et en France (Bordeaux III).
Le 10 octobre 2009, les quatre mouvances dirigées respectivement par le président de la transition Andry Rajoelina et ses prédécesseurs, Marc Ravalomanana, Didier Ratsiraka et Albert Zafy, signent un accord et Eugène Mangalaza est désigné Premier ministre., malgré le refus de Monja Roindefo, chef du gouvernement sortant, de démissionner, celui-ci estimant que toutes les parties n'avaient pas été consultées lors des négociations sur l'accord de partage du pouvoir.
Le 18 décembre, à quelques heures de l'arrivée des délégations des trois mouvances à l'aéroport d'Ivato, la présidence de la Haute Autorité de transition promulgue un décret abrogeant la nomination d'Eugène Mangalaza  et nommant Cécile Manorohanta Première ministre par intérim.

## Publications
- 1975 : Eugène Régis Mangalaza et Pierre Randrianarisoa, « Cris et Chansons de Toujours », éd. A. Samie, Bordeaux 1975 (Préf. Professeur Robert Escarpit, Président de l’Université de Bordeaux III)
- 1980 : Eugène Régis Mangalaza, « Ngatra et razana chez les Betsimisaraka ». Cahiers ethnologiques (Bordeaux), no 1, p. 45-64
- 1981 : Eugène Régis Mangalaza, « Un aspect du fitampoha : le valable : essai d'interprétation ». 0maly sy Anio (Antananarivo) 13 et 14, p. 307-318
- 1983 : Eugène Régis Mangalaza, Christian Mériot, « Un angano Betsimisaraka : tsy Ambara valy : (ce qu'on ne montre pas à son beau-frère) ». Cahiers ethnologiques (Bordeaux), no 4, p. 86-154
- 1985 : Eugène Régis Mangalaza, « Les vivants à l'écoute de leurs morts : exemple des Betsimisaraka-Antavaratra ». Cahiers ethnologiques (Bordeaux), no 6, p. 33-50
- 1987 : Eugène Régis Mangalaza, « Du chien comme anti-métaphore de l'humanité à Madagascar : à propos d'un söva betsimisaraka ». Cahiers ethnologiques (Bordeaux) 1987, no 8, p. 123-168
- 1988 : Eugène Régis Mangalaza, Yvette Sylla, « L'image représentative de la forêt en pays betsimisaraka ». Sciences de l'Homme et de la Société (Antananarivo)
- 1993 : Eugène Régis Mangalaza, « Sous la moustiquaire : fidélité conjugale et libertinage chez les Betsimisaraka ». Cahiers ethnologiques (Bordeaux), no 15, p. 61-71
- 1994 : Eugène Régis Mangalaza, La poule de Dieu : essai d'anthropologie philosophique chez les Betsimisaraka (Madagascar). Bordeaux, Presses universitaires de Bordeaux. VI, 331 p. ; 21 cm. (Mémoires des Cahiers ethnologiques ; no 4)
- 1998 : Eugène Régis Mangalaza, Vie et mort chez les Betsimisaraka de Madagascar : essai d'anthropologie philosophique. Paris, L'Harmattan ; Montréal, L'Harmattan Inc., cop. 1998 (dépôt légal 1999). VI, 331 p. ; 22 cm
- 2003 : Eugène Régis Mangalaza, Thierry Wendling, Grégoire Mayor, « La parole va, comme le lémurien, de branche en branche : les jeux de l'oralité chez les Betsimisaraka de Madagascar ».  ethnographiques.org  Neuchâtel. 2003, no 4.
- 2003 : Eugène Régis Mangalaza, Pierrot Men, Eric Weiss, Tamatave l'irrésistible. Paris : Ed. des Écrivains, 2003. 131 p. : ill. ; 21 x 25 cm
- 2004 : Eugène Régis Mangalaza, « Sensibilités malgaches ». Hermès (Paris) 40, p. 84-86